# Штюкке, Хайнц
Хайнц Штюкке ()нем. Heinz Stücke (* 11. Januar 1940) — немецкий велосипедист, мировой рекордсмен по времени и дальности кругосветного велопутешествия.

## Биография и путешествие
Хайнц Штюкке объехал почти весь населённый мир (196 стран) на трёхскоростном велосипеде. Начал кругосветное путешествие в августе 1962 года в родном посёлке Хёфельхоф. Какое-то время он удерживал мировой рекорд среди велосипедистов, проехавших самое длинное расстояние на велосипеде.
Будучи по профессии мастером по изготовлению металлообрабатывающих инструментов, он финансировал своё путешествие продавая буклеты с информацией о нём и читая лекции в крупных городах, которые он посещал.
По его собственным словам, Хайнц Штюкке к августу 2005 года, т.е. за 43 года, проехал на одном велосипеде более 530 000 км. Велосипед крали пять раз за эти годы, и каждый раз путешественник находил его через короткое время. Последняя кража была совершена в Портсмуте 8 мая 2006 года, и уже на следующий день велосипед был найден.
К 2014 году Хайнц Штюкке преодолел 648 000 километров. В том же году он завершил своё путешествие и переехал в свой родной город Хёфельхоф в небольшую квартиру, предоставленную местной общиной, где в 2020 году отпраздновал свое 80-летие. Музей, запланированный в Хёфельхофе в память о его путешествии, ещё не реализован.

## Опасности и травмы
Во время своих путешествий Штюкке сталкивался со многими опасностями и получил множество травм:
- В пустыне Атакама в Чили его сбил грузовик.
- На Гаити его преследовала разъяренная толпа.[5]
- В Египте солдаты избили его до потери сознания.[5]
- В Камеруне он был задержан военными за «клевету на государство».[5]
- На Аляске он попал в автомобильную аварию и оказался в замёрзшей реке.
- В Соединенных Штатах его бросил водитель автомобиля, который украл все его припасы после того, как предложил подвезти.
- В Индонезии в 1974 году он перенёс серьезный приступ дизентерии.
- В Замбии в 1980 году он был ранен в большой палец ноги, когда его окружили четверо«борцов за свободу» Нкомо.
- В Мозамбике в 1995 году на него напали пчёлы, когда он купался в реке.[5]

## Фильм и книга
Испанский режиссер Альберт Альбасете снял в 2020 году документальный фильм о Хайнце Штюкке под названием «Человек, который хотел всё это увидеть». Финансирование было осуществлено через интернет-платформу Kickstarter. Фильм был выпущен в 2021 году. Голландский писатель-путешественник Эрик ван ден Берг опубликовал биографию «Дом в другом месте: 50 лет вокруг света на велосипеде» в 2015 году. Книга содержит многочисленные фотографии, сделанные Хайнцем Штюкке во время путешествия.

## В России
Хайнц Штюкке совершал длительные велопутешествия по России, в том числе неоднократно проезжал Москву, посетил Санкт-Петербург и Мурманск, Воркуту, Новосибирск и Якутск, Приморье, Сахалин и Камчатку.

## Признание
Многолетнее велосипедное путешествие Хайнца Штюкке занесено в книгу рекордов Гиннеса.
В посёлке Хёфельхоф учреждена награда "Вело-Оскар" (Rad-Oscar). В 2022 году Хайнц Штюкке получил эту награду за активную поддержку маркетинговой деятельности в сфере туризма в общественном жизни сообщества Сенне (Хёфельхоф) и особенно в области велоспорта.

## Галерея

Всемирный велопутешественник Хайнц Штюкке
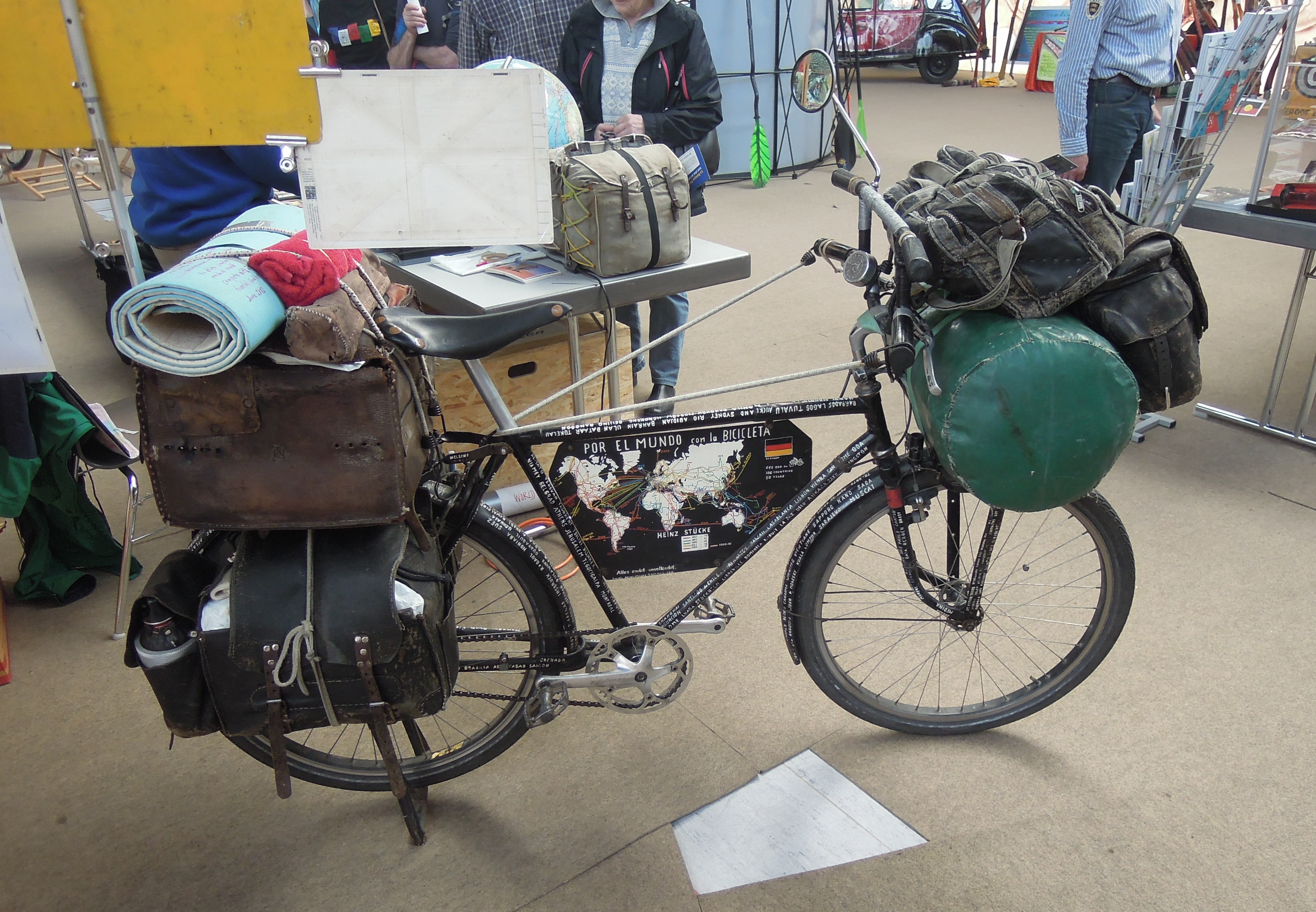
Велосипед путешественника
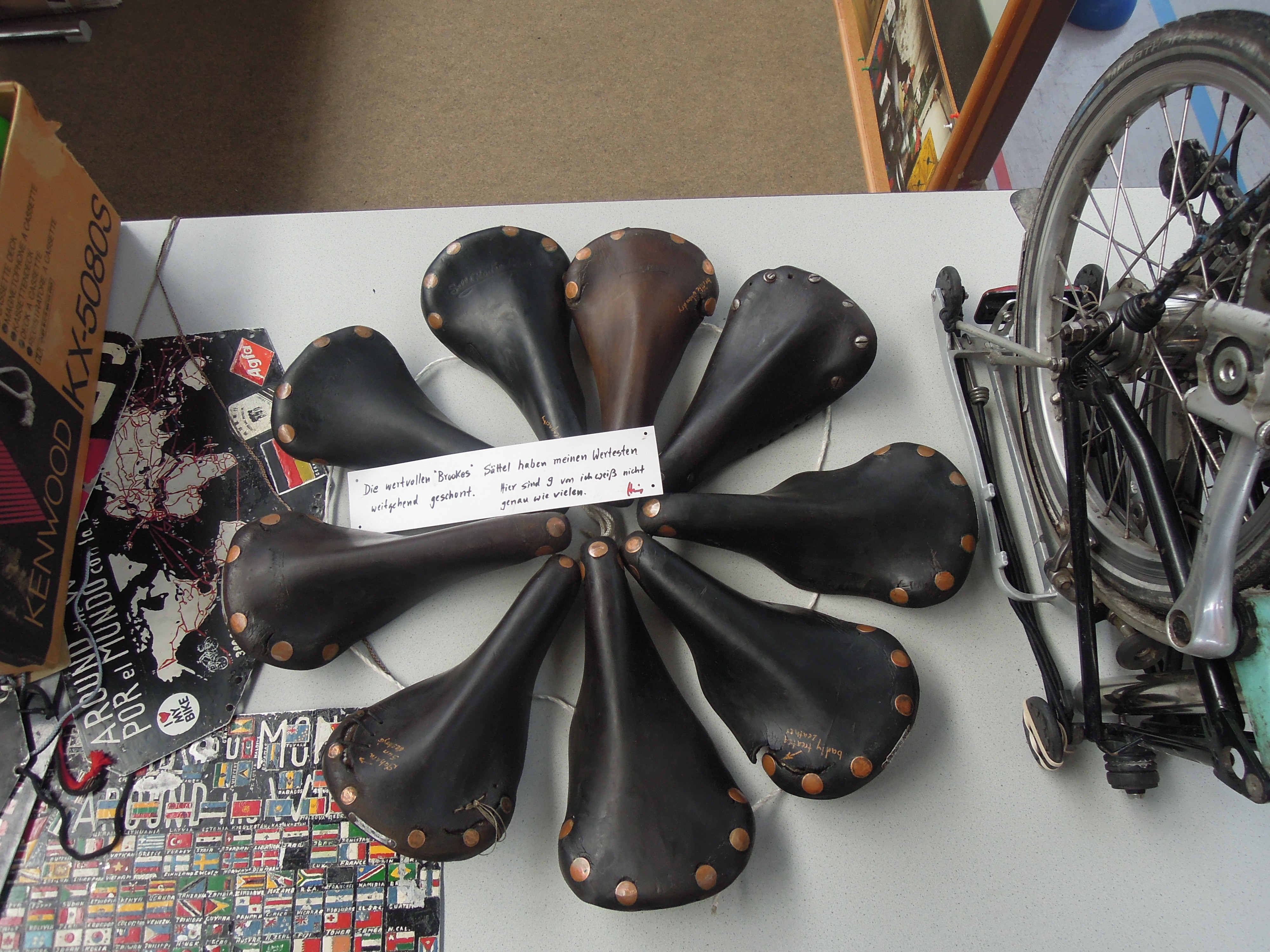
Использованные сёдла
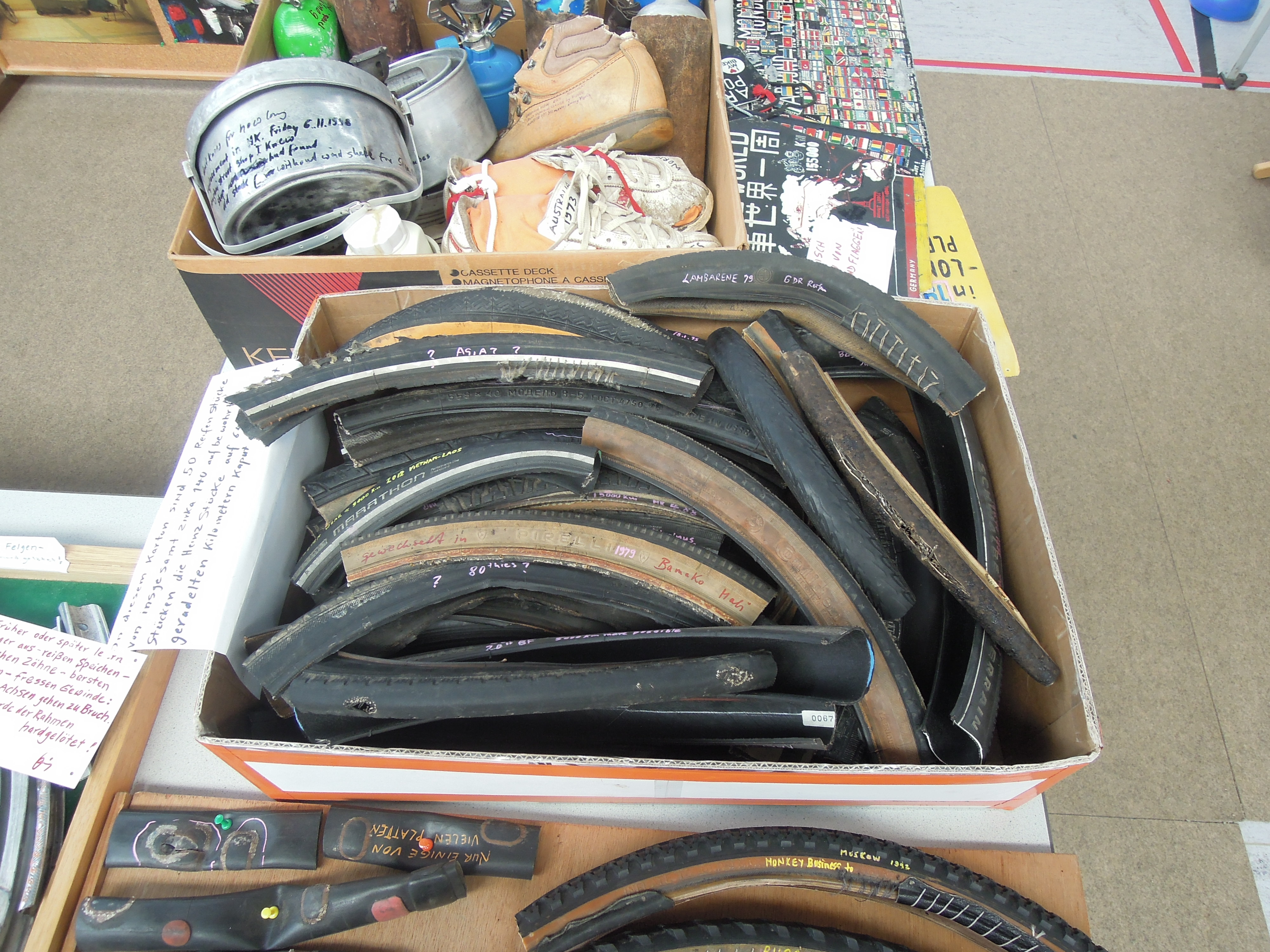
Части использованных покрышек
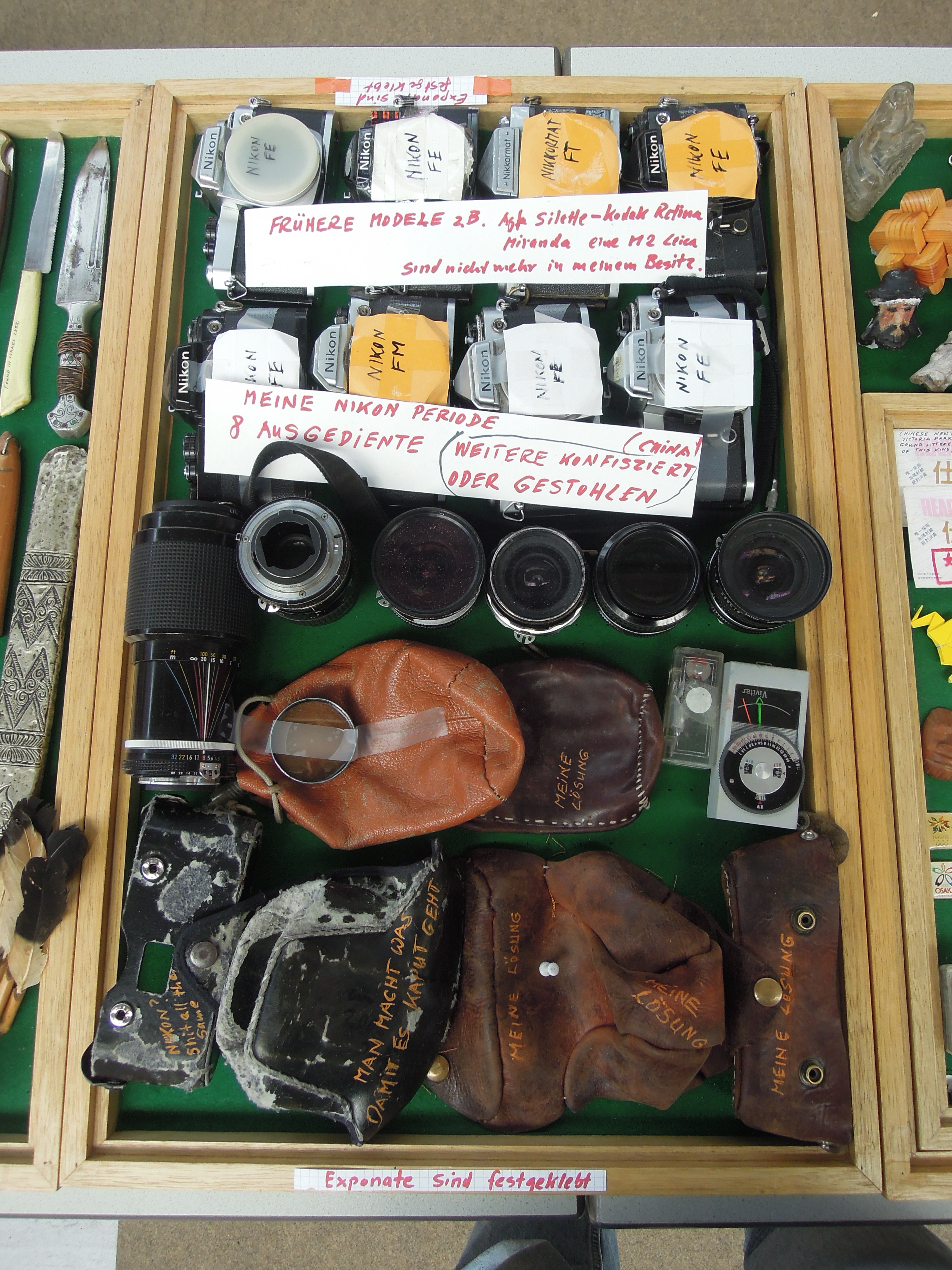
Использованные фотопринадлежности
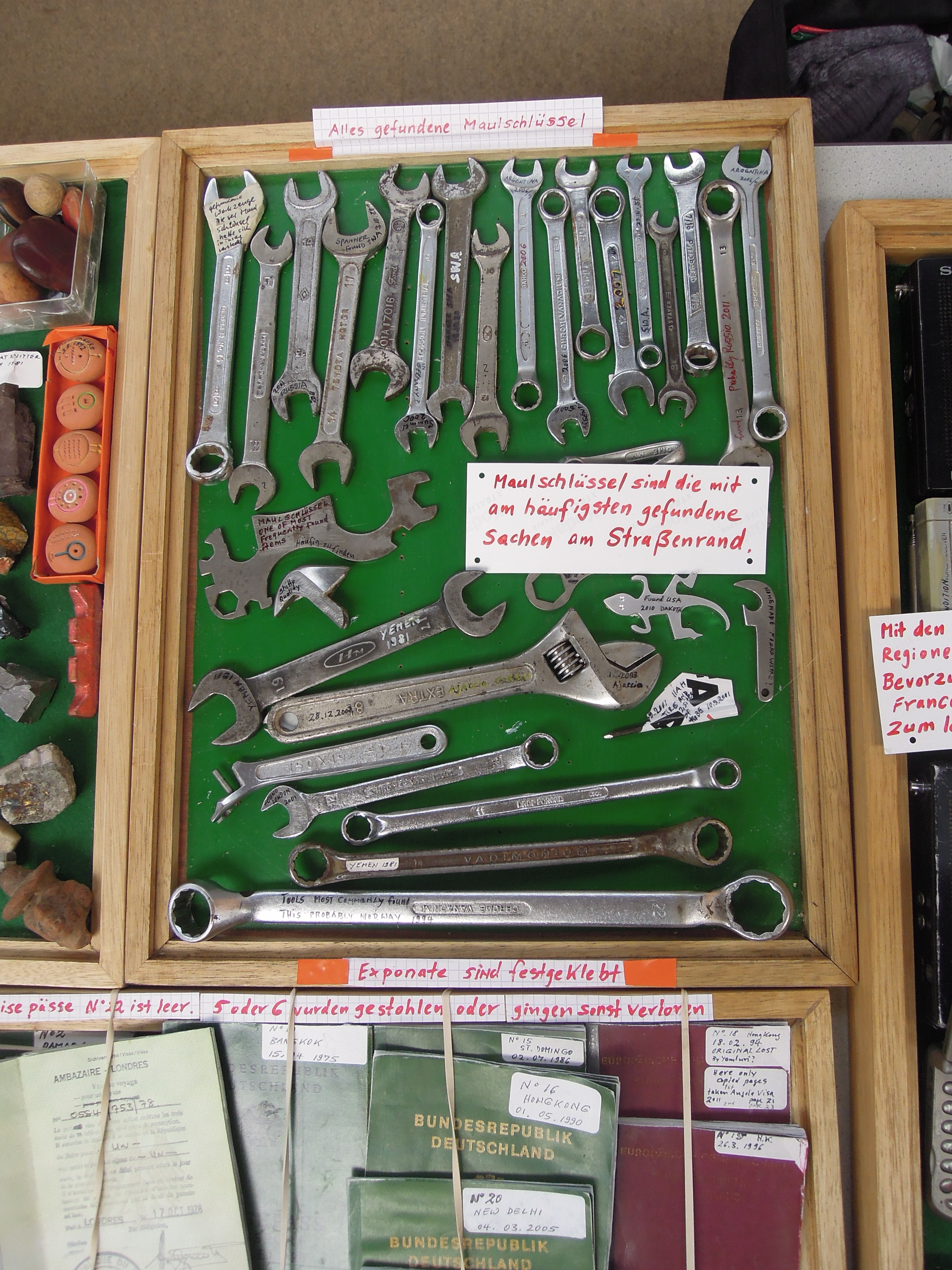
Использованные инструменты и паспорта
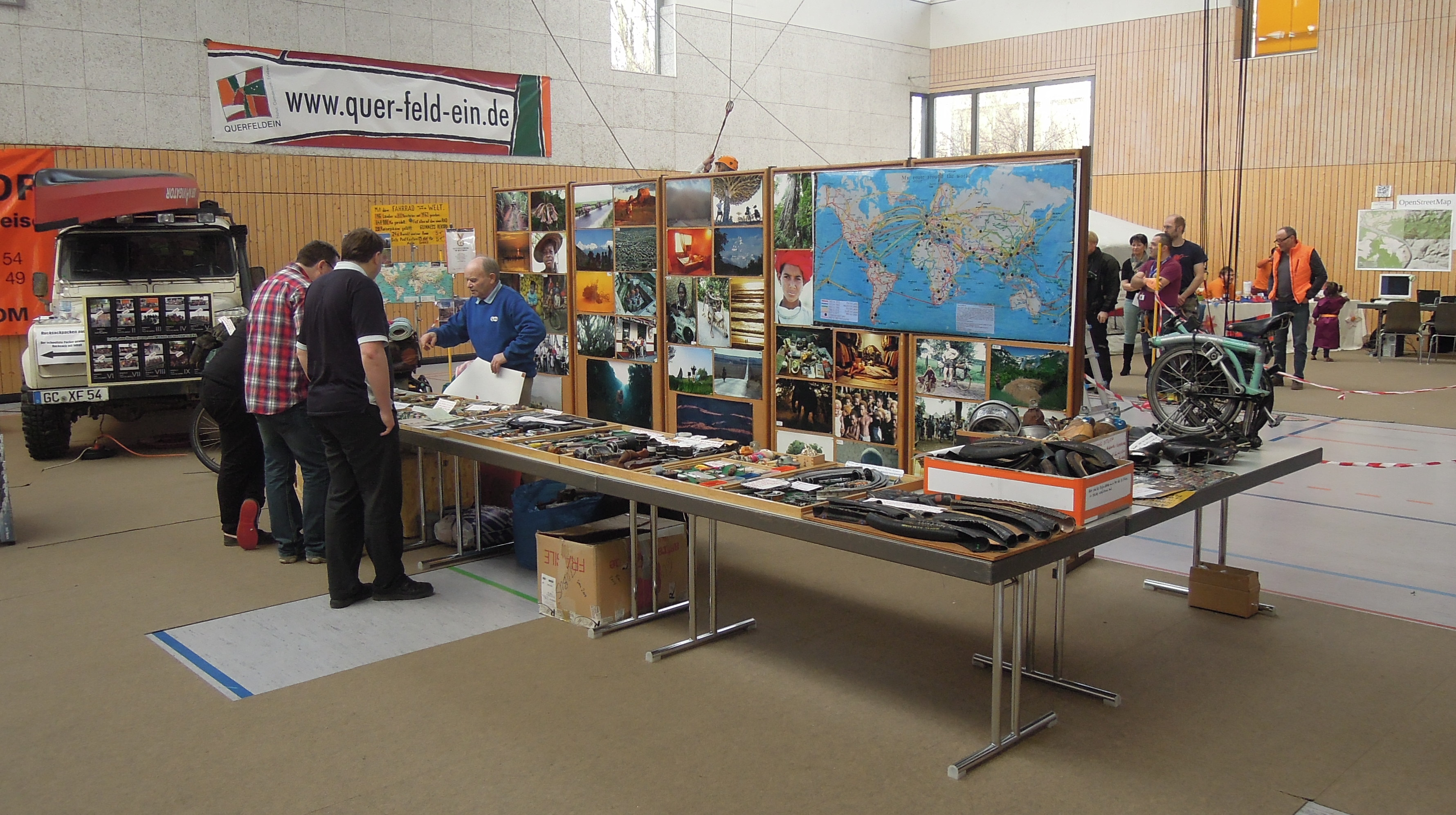
На выставке "Дни приключений" в Глаухау
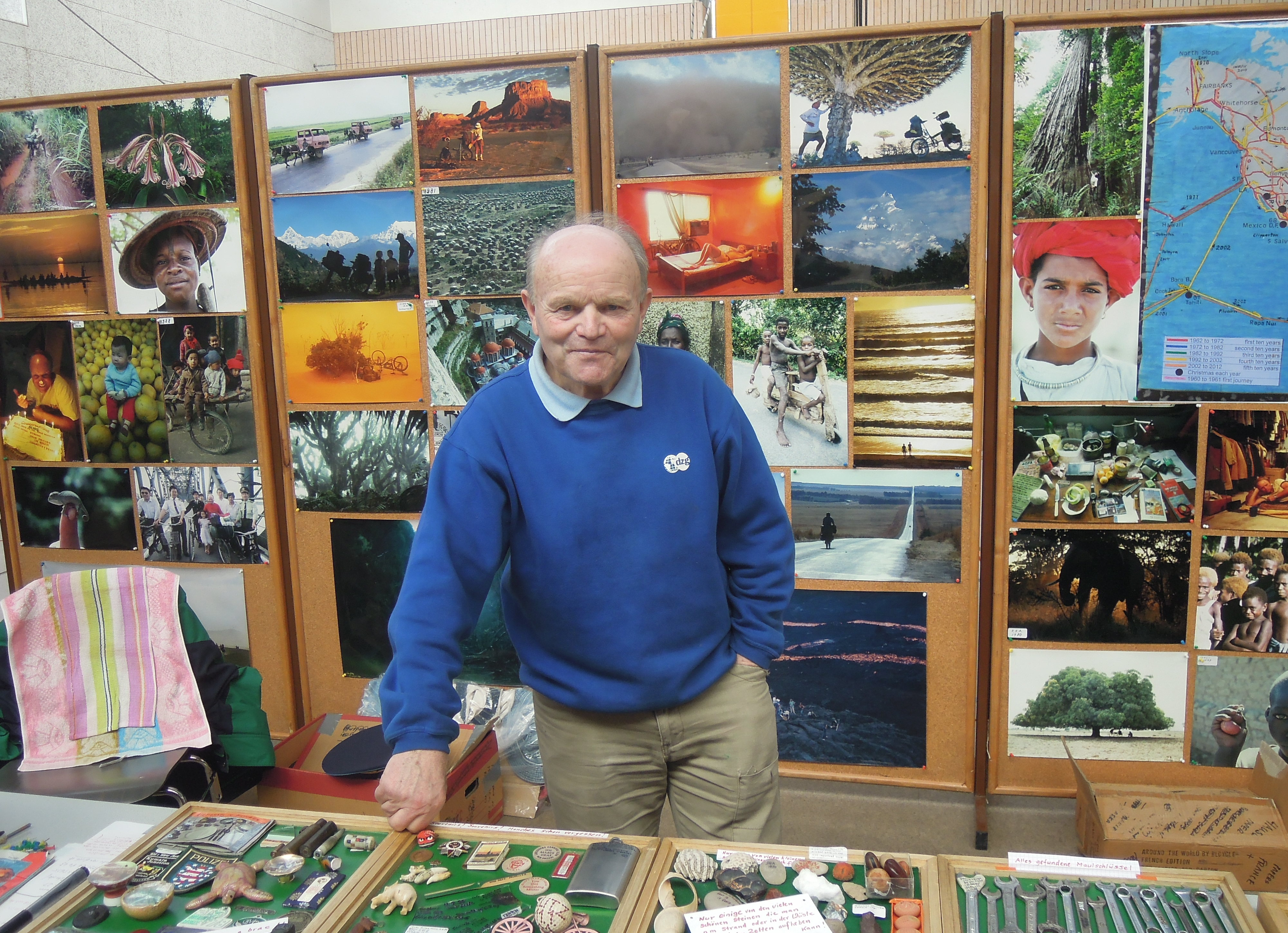
Хайнц Штюкке в Глаухау